# Гарнокут
Гарнокут (укр. Гарнокут) — село,
Великобагачанский поселковый совет,
Великобагачанский район,
Полтавская область,
Украина.
Код КОАТУУ — 5320255104. Население по переписи 2001 года составляло 31 человек.

## Географическое положение
Село Гарнокут находится на правом берегу реки Псёл,
выше по течению на расстоянии в 2,5 км расположен пгт Великая Багачка,
ниже по течению на расстоянии в 1 км расположено село Довгалевка,
на противоположном берегу — село Затон.
Рядом с селом расположено озеро Черное.